# Tropidion batesi
Tropidion batesi är en skalbaggsart som beskrevs av Martins 1968. Tropidion batesi ingår i släktet Tropidion och familjen långhorningar. Inga underarter finns listade i Catalogue of Life.